# Limonium duriusculum
Limonium duriusculum är en triftväxtart som först beskrevs av Frédéric de Girard, och fick sitt nu gällande namn av Jules Pierre Fourreau. Limonium duriusculum ingår i släktet rispar, och familjen triftväxter. Inga underarter finns listade i Catalogue of Life.